# Ocampo, Coahuila
Ocampo là một đô thị thuộc bang Coahuila, México. Năm 2005, dân số của đô thị này là 10183 người.